# Brezany
Brezany – wieś (obec) na Słowacji położona w kraju żylińskim, w okręgu Żylina. Pierwsze wzmianki o miejscowości pochodzą z roku 1393.
Według danych z dnia 31 grudnia 2010, wieś zamieszkiwało 518 osób, w tym 257 kobiet i 261 mężczyzn.
W 2001 roku rozkład populacji względem narodowości i przynależności etnicznej wyglądał następująco:
- Słowacy – 99,56%
- Czesi – 0,44%